# Alesana Sione
Alesana Sione (* 28. Juni 1966) ist ein Ringer und Gewichtheber aus Amerikanisch-Samoa.
Er nahm 1988 in Seoul am olympischen Ringerturnier im Freistil teil. In der Gewichtsklasse Schwergewicht zog er sich nach einem verlorenen Kampf zurück und blieb ohne Wertung. 2000 kehrte er als Gewichtheber zu den Olympischen Spielen zurück. Im Superschwergewicht erreichte er Platz 20.